# Porte d'Arles
La Porte d'Arles appelée aussi Portail d'Arles, est un monument d'Istres datant du XVIIIe siècle. Il est situé à l'entrée du centre ancien de la ville.

## Histoire
La porte d'Arles est érigée en lieu et place d'une ancienne chapelle et remplace l'une des deux portes du centre ancien datant de l'époque ou des remparts protégeaient le village seigneurial. 
Elle est construite à partir de janvier 1771 pour la somme de 6110 livres en l'honneur du Maréchal Duc de Villars, seigneur d'Istres et gouverneur de la Provence. Les travaux s’achèveront en juin 1773.

## Description
L'architecture de l'édifice présente une forme concave et un style classique qui lui donne un aspect sobre. L’arc de la porte repose sur deux pilastres et est décoré de deux guirlandes fleuries. Un médaillon style Louis XV orne la clef de voûte.
Le fronton aborde l'inscription incomplète « tous les citoyens habitant la me », dont la formulation supposée a été retrouvée sur la façade droite de l'hôtel de ville de Marseille : « Tous les citoyens habitant la même commune sont garants civilement des attentats commis sur le territoire de la commune, soit envers les personnes, soit contre les propriétés ».
Le monument est construit avec des pierres issues des carrières locales.

## Protection
La porte d'Arles fait l'objet d’un classement au titre des monuments historiques depuis le 5 mai 1930.